# Ligne de liaison aéroportuaire (Shanghai)
La Ligne de liaison aéroportuaire de Shanghai (en anglais : Airport Link Line) est une ligne du réseau interurbain de Shanghai (en anglais : Suburban Railway) qui relie les aéroports internationaux de Pudong et de Hongqiao.

## Caractéristiques
La ligne, longue de 59 km, relie l'aéroport de Pudong (terminaux 1 et 2) au terminal 2 de l'aéroport de Hongqiao. Elle est entrée en service le 27 décembre 2024,. Elle fait partie du réseau interurbain de Shanghai. Début 2025, les premiers et derniers trains partent des deux aéroports à 6 h et 22 h et arrivent à destination 39 minutes plus tard. La fréquence des trains est d'un départ toutes les 15 minutes, et la vitesse de pointe est d'environ 160 km/h. Le train s'arrête à sept gares, y compris celles de départ et d'arrivée, connectées à des lignes de métro en fonctionnement ou en projet,.
La gare de Shanghai-Hongqiao est située à 800 mètres du terminal 2 de l'aéroport de Hongqiao.
À terme, la ligne doit mesurer 68,6 km et compter deux gares supplémentaires pour desservir le terminal 3 de l'aéroport de Pudong et la gare de Shanghai-Est, encore en construction en 2025.